# Pere Marquette Railway
Le Pere Marquette Railway (sigle de l'AAR : PM) était un chemin de fer américain de classe I qui opérait dans la région des Grands Lacs. Son réseau était situé dans le Michigan, l'Ohio, l'Indiana et la province canadienne de l'Ontario. Ses principales connexions se trouvaient à Buffalo, à Toledo et à Chicago. La compagnie tire son nom du père Jacques Marquette (1637–1675), un missionnaire jésuite français qui fonda la première colonie européenne du Michigan à Sault Sainte-Marie.

## Les origines
Le Pere Marquette Railroad Company fut créé le 1er janvier 1900 par la fusion de plusieurs chemins de fer du Michigan, notamment : 
- le Flint & Pere Marquette Railway ;
- le Detroit Lansing & Northern Railroad ;
- le Detroit, Grand Rapids & Western ;
- le Chicago & West Michigan Railway (créé en 1872).

Les premières connexions de cette compagnie, en exploitation dans la région des grands lacs, incluaient Buffalo, Toledo, et Chicago (Illinois).

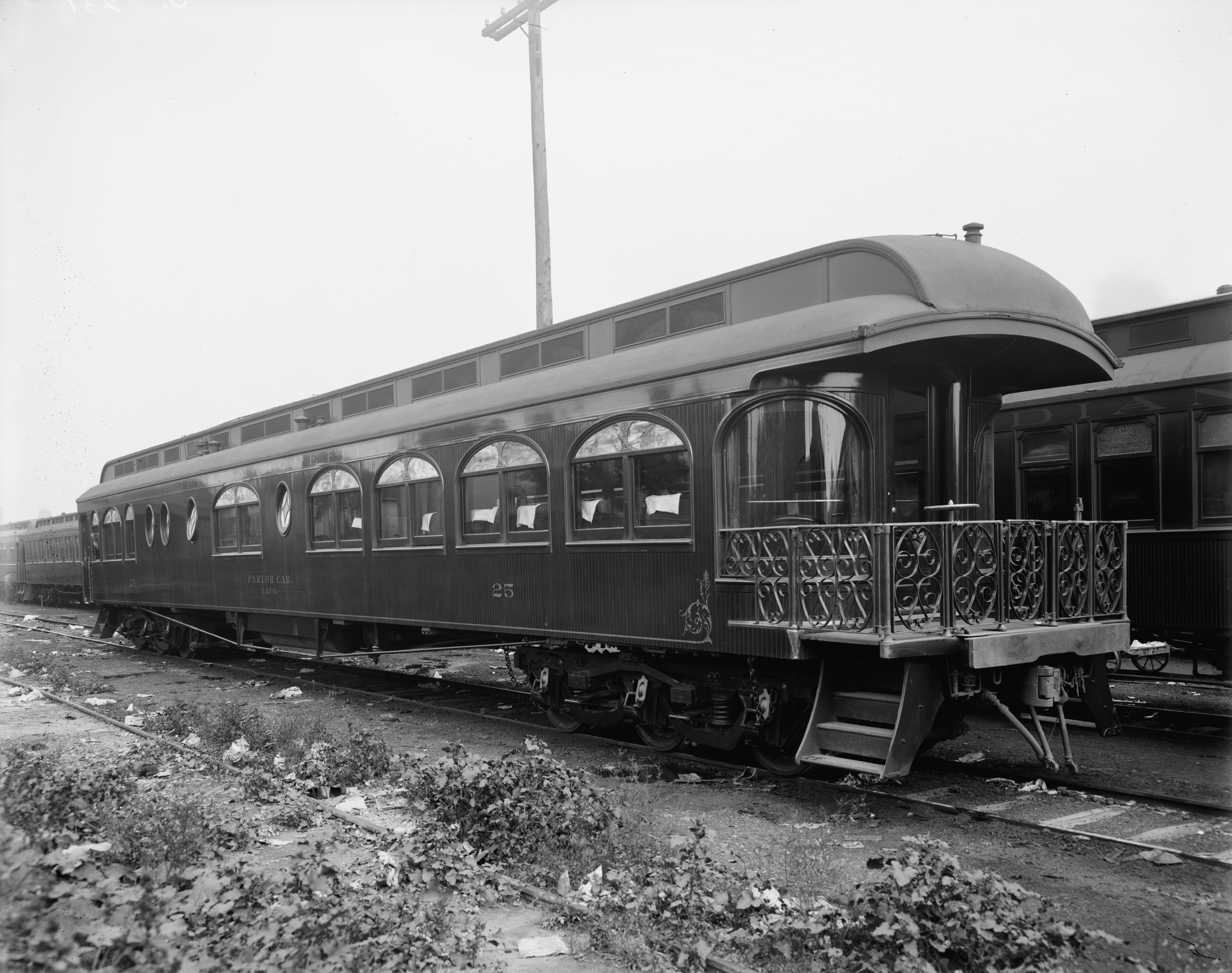
Voiture-salon du Pere Marquette.

La compagnie fut réorganisée le 12 mars 1917 sous le nom de Pere Marquette Railway.
En 1924, il passa sous le contrôle de financiers de Cleveland, les frères Oris et Mantis Van Sweringen, qui contrôlaient également le New York, Chicago and St. Louis Railroad, l'Erie Railroad et le Chesapeake and Ohio Railway. Leur projet de tout fusionner fut refusé par l'Interstate Commerce Commission ICC. Ils vendirent le PM au C&O en 1928, lequel ne fusionna le PM que le 6 juin 1947. Puis le C&O fut intégré dans CSX le 31 août 1987.
En 1984, l'Amtrak baptisa son service voyageur, entre Grand Rapids et Chicago, the Pere Marquette.

## Le déraillement de 1907
Le 20 juillet 1907, un train d'excursion comprenant 800 passagers et circulant entre Ionia et Détroit, entra en collision avec un train de marchandises. Avec 31 morts et 101 blessés, cela reste le plus grand sinistre ferroviaire du Michigan,.

## Les routes

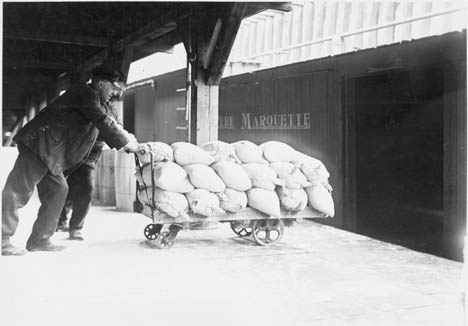
Ouvriers chargeant du sel dans les wagons du Père Marquette.

- La Toledo Division : entre Saginaw (Michigan) et Toledo (Ohio) au niveau d'Alexis. (actuellement utilisé par CSX Transportation)
- La Ludington Division : entre Saginaw et Ludington (Michigan). (Devenu partiellement de nos jours la piste Pere Marquette Rail-Trail. La ligne entre Baldwin et Ludington est utilisée avec le Marquette Rail; le reste de la ligne fut enlevée en 1991. Le ferry ferma en 1990)
- La Detroit Division : entre Détroit (Michigan) et Grand Rapids (Michigan). (actuellement utilisé par CSX Transportation)
- La Grand Rapids Division : entre Elmdale (Michigan) et Saginaw (Michigan). (seule la portion Alma-Saginaw reste en usage)
- La Chicago Division : entre Grand Rapids (Michigan) et Porter (Indiana), et grâce à un droit de passage, entre Porter et Chicago (Illinois). (actuellement utilisé par CSX Transportation)
- La Petoskey Division : entre Grand Rapids (Michigan) et Bay Viex (Michigan). (Ligne utilisée par Marquette Rail entre Grand Rapids et Manistee, et par Great Lakes Central Railroad entre Grawn et Williamsburg; le reste fut abandonné en 1982)
- La Saginaw Subdivisions : entre Saginaw (Michigan) et Port Huron (Michigan) via 2 routes, et vers Bay City (Michigan). (majoritairement abandonnée entre 1951 et 1988; des sections restent utilisées par le Huron and Eastern Railway)
- La Canadian Division : lignes au Canada incluant Windsor (Ontario), et celle entre Sarnia (Ontario) et Buffalo (New York). (actuellement en service avec le Canadien Pacific)

## Les car ferries
Le PM exploitait aussi une flotte de car ferries sur les rivières de Detroit et de St. Clair, et sur les lacs Érié et Michigan. La flotte des ferries en activité sur le lac Michigan, permettait de relier Ludington (Michigan) à Kewaunee, Manitowoc et Milwaukee (Wisconsin). Cette liaison directe permettait aux marchandises d'éviter les délais dus aux interconnexions entre les nombreuses compagnies au sud du lac Michigan, et d'échapper également à l'immense plaque tournante de Chicago.

### Le naufrage du ferryPere Marquette 18
Le 10 septembre 1910, le Pere Marquette 18, chargé de 29 wagons de fret et de 62 personnes quitta Ludington (Michigan) pour Milwaukee (Wisconsin). Aux environs de minuit, le navire commença à embarquer de grosses quantités d'eau. Le capitaine lança par-dessus bord neuf wagons, mais cela n'empêcha pas le navire de continuer à sombrer. Le Pere Marquette 17 qui croisait à proximité, reçut l'appel de détresse. Le temps qu'il se rendît sur les lieux, le ferry avait déjà coulé emportant avec lui 28 passagers; heureusement il put repêcher 33 naufragés flottants sur les eaux du lac,.